# Larnaca montana
Larnaca montana är en insektsart som först beskrevs av Griffini 1908.  Larnaca montana ingår i släktet Larnaca och familjen Gryllacrididae. Inga underarter finns listade i Catalogue of Life.